# Deltoton Sinus
Deltoton Sinus és una característica d'albedo a la superfície de Mart, localitzada amb el sistema de coordenades planetocèntriques a -3.95 ° latitud N i 55 ° longitud E. El nom va ser aprovat per la UAI l'any 1958 i fa referència a la Badia del Triangle, car forma un triangle amb Iapygia i Oenotria Scopuli.